# Wend Kuuni (film)
Pour les articles homonymes, voir Don de Dieu.
Pour plus de détails, voir Fiche technique et Distribution.
Wend Kuuni  (Le Don de Dieu) est un film burkinabé réalisé par Gaston Kaboré, sorti en 1983. Ce film est considéré comme le premier long métrage du Burkina Faso. Il a reçu la Tanit d’Argent au Festival de Carthage en 1982,  le César du meilleur film francophone en 1985.

## Synopsis
Le film raconte l’histoire d’un jeune garçon orphelin muet, retrouvé inconscient dans la savane par un colporteur. Ne pouvant ni parler ni expliquer son identité, il est recueilli par Tinga, un tisserand d’un village voisin, qui l’intègre à sa famille et le nomme Wênd Kûuni, ce qui signifie "Don de Dieu" en langue mooré.
Wênd Kûuni s’adapte à sa nouvelle vie en assumant la garde des moutons et en aidant Tinga à vendre ses tissus au marché. Il noue également une profonde amitié avec Pughneere, la fille de Tinga. Un jour, alors qu’il veille sur le troupeau, il découvre le corps pendu d’un homme à un arbre, un choc qui lui redonne la parole. Il confie alors à Pughneere le récit de son tragique passé , son père chasseur a disparu lors d’une expédition, sa mère a été rejetée par le village pour avoir refusé un remariage.  Épuisée, malade, elle mourra dans la brousse, laissant ainsi, livré à lui-même, un enfant rendu muet par ce double traumatisme.
L’histoire se déroule dans un cadre traditionnel, bien avant l’arrivée des colons européens, et évoque un parcours de reconstruction identitaire,.

## Fiche technique
- Titre original: Wend Kuuni
- Titre français: Le Don de Dieu
- Réalisation: Gaston Kaboré
- Pays d'origine: Burkina Faso
- Image : Issaka Thiombiano, Sékou Ouedraogo
- Montage : Andrée Davanture, Boubakar Koné
- Musique : René B. Guirma
- Production : Direction de la Cinématographie Nationale du Burkina Faso (ex-Direction du Cinéma de Haute Volta)
- Durée : 67 minutes
- Langue originale : Mooré
- Sous-titres : Français (version anglaise disponible)
- Distribution : Kino Video
- Format: Couleurs
- Genre: drame
- Date de sortie: 1983

## Équipe technique
- Décorateurs : Saidou Nikiema, Rasmané Ouédraogo, Mariam Sidibé, Albert Yerbanga
- Costumiers : Saidou Nikiema, Rasmané Ouédraogo, Mariam Sidibé, Albert Yerbanga
- Assistant à la réalisation : Paul Zoumbara (premier assistant), Rasmané Ouédraogo (second assistant)
- Équipe son : Ilboudo Arsène, Alain Garnier, Boubacar Koné, Jacques Tassel
- Effets visuels (restauration) : Philippe Tourret
- Image et éclairage : Jean-Claude Bande, Gaston Batta, Moussa Diakité, Amandou Tani, Issaka Thiombiano, Mohammed Thiombiano
- Montage : Marie-Jeanne Kanyala (assistante)
- Régie de plateau : Fulgence Dala[4]
- Scripte : Marie-Jeanne Kanyala

## Distribution
- Serge Yanogo: Wendkouni
- Rosine Yanogo: Pognere
- Joseph Nikiema: Tinga
- Colette Kaboré: Lale
- Simone Tapsoba: Koudbila
- Yaya Wima: Bila
- Martine Ouedraogo: Timpoko
- Boucare Ouedraogo: Razougou
- Mohammed Thiombiano: Chasseur
- Jean Ouedraogo: Voyageur
- Augustine Yameogo: Tante
- Naba Liguidi: Chef
- Bernadette Nombre: Femme en colère
- Saidou Ouedraogo: Marchand[5]
- Georgette Zongo: Client
- Jean-Pierre Ouedraogo: Vieil homme

## Distinctions et parcours en festivals
- Tanit d'Argent au Festival de Carthage 1982
- Prix AFCAE, 1982
- Festival de Locarno 1982
- Montpellier 1983[6]
- Festival de Fribourg 1986 : Prix d'aide à la distribution
- César du meilleur film francophone, 1985
- 1986: Prix d'Aide à la distribution au Festival international de films de Fribourg (FIFF)
- Festival Vues d'Afrique dans la catégorie Rétrospectives.